# Тоомпуйестеэ
То́омпу́йестеэ (эст. Toompuiestee — бульвар Тоома), в 1961–1989 годах бульвар космона́вта Гага́рина (эст. Kosmonaut Gagarini puiestee) и бульвар Ю́рия Гага́рина (эст. Juri Gagarini puiestee) — улица Таллина, столицы Эстонии.

## География
Находится в городских районах Кесклинн и Пыхья-Таллин, микрорайонах Тынисмяэ,  Ваналинн, Кельмикюла и Кассисаба.
От улицы Нунне в районе железнодорожного вокзала Таллина проходит под холмом Тоомпеа и заканчивается примыканием к улице Тынисмяги.
Является одной из границ Тоомпарка и парка Хирве.
Протяжённость улицы — 1297 м.

## История
Бульвар устроен стараниями ревельского ольдермана Ганса Фалька. Возможно первоначально обсаженный каштанами, он и был назван Kastanipromenaade (Каштановый променад), использовалось также и другое название — Promenadestrasse (улица Променада). В 1882 году в Ревеле были официально закреплены названия городских улиц на «трёх местных» языках. Бульвар называли: нем. Dom Vorstadt Promenade (Dompromenade), эст. Toompuiestee, рус. Вышгородский бульвар.
В 1870 году в Ревель была проведена железная дорога из Санкт-Петербурга. Бульвар продлили до пассажирского вокзала и назвали новый участок: на немецком языке — Bahnstrasse (Вокзальная улица), на эстонском — Vaksalipuiestee (Вокзальный бульвар). В 1935 году оба бульвара объединили и улица получила современное название (в буквальном переводе с эстонского ― бульвар Тоома).
В 1961 году улица была переименована в бульвар космонавта Гагарина, в 1968 году — в бульвар Юрия Гагарина. Довоенное название было возвращено в 1989 году.

## Общественный транспорт
По улице курсируют троллейбусы маршрутов № 1, 4 и 5 и автобусы маршрутов № 3, 8, 21, 21В, 40, 41, 41В, 59 и 66.

## Достопримечательности
- Дом 37 — железнодорожный вокзал Таллина.
- Памятник делегатам I съезда профсоюзов Эстонии (30-31 августа 1919 года), двадцать пять его руководителей были арестованы и в сентябре 1919 года расстреляны под Изборском (1963, скульптор А. Каазик, архитектор У. Тыльпус[эст.])[7].
- Тынисмяги — место исторического нахождения монумента «Бронзовый солдат».
- Церковь Каарли.

Памятник делегатам I съезда профсоюзов Эстонии
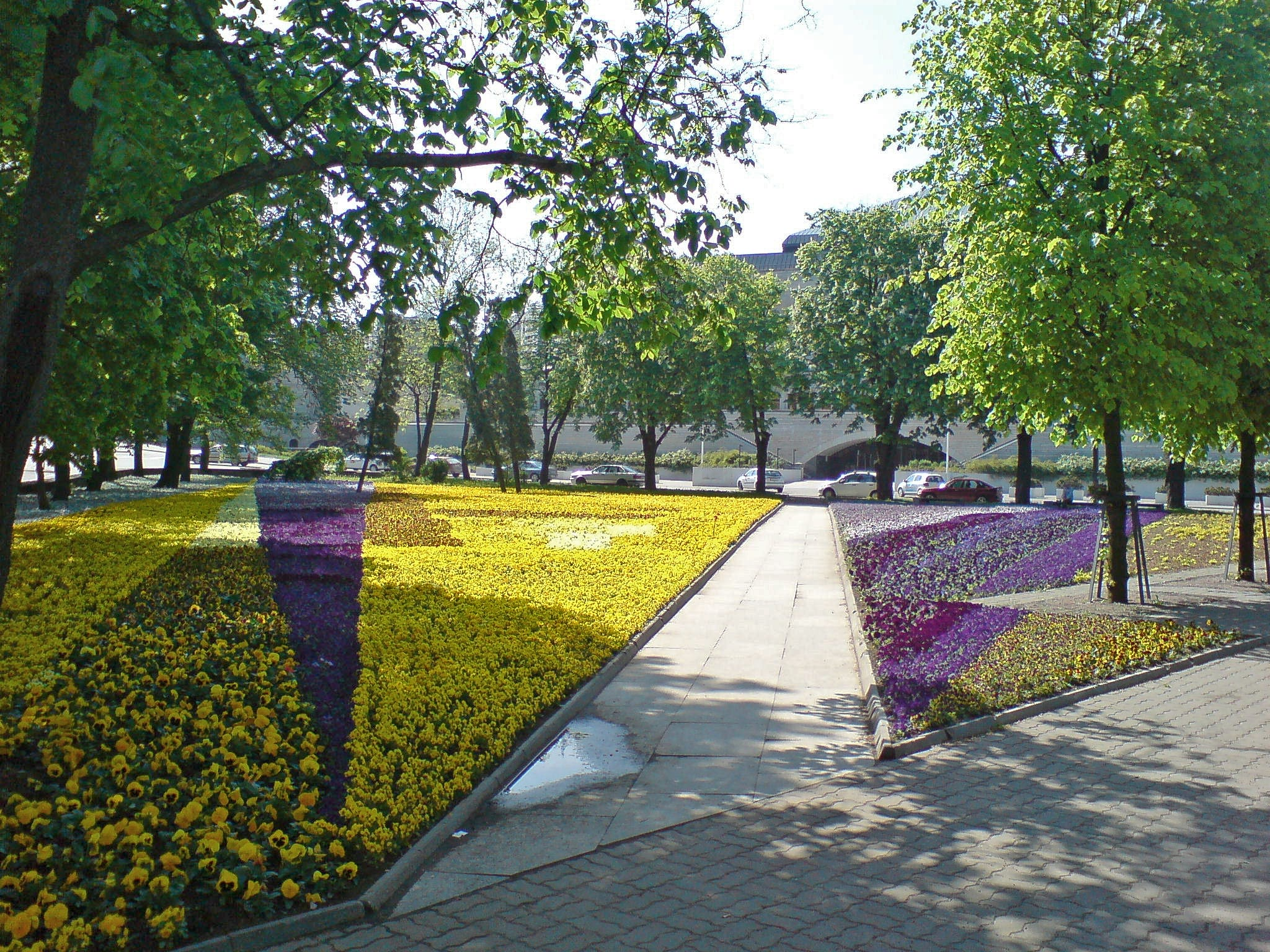
Холм Тынисмяги
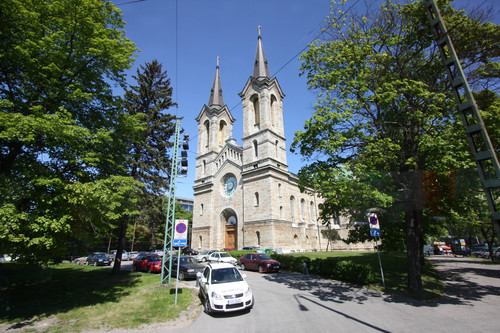
Церковь Каарли, вид с улицы Тоомпуйестеэ